# Funnel cake
El funnel cake o funnelcake (en anglès literalment ‘pastís d'embut’) és una recepta regional popular en els carnestoltes, fires, esdeveniments esportius i llocs turístics de tots els Estats Units encara que també se'n troba en algunes parts d'altres països. S'elaboren abocant empanada amb l'ajuda d'un embut en oli calent seguint un patró circular i fregint-la fins que es daura. Quan s'elabora en un lloc es fa servir una mànega de pastisseria, una gerra especial amb un bec similar a un embut en lloc d'usar-ne un de separat. Se serveix típicament amb sucre de llustre, gelea, melmelada, crema de xocolata, canyella, fruits frescs o altres cobertures.

## Característiques
Els funnel cakes es fan amb empanada sense llevat. En el seu llibre I'm Just Here for the Food, Alton Brown recomana que es facin amb pasta de lioneses, que s'expandeix gràcies a la vapor procedent de l'aigua que conté.
Als Estats Units, els funnel cakes originalment s'associaven als alemanys de Pennsilvània. A Àustria, la recepta equivalent es diu Strauben i s'elabora i se serveix de manera semblant. A l'Índia el seu equivalent es diu yalebi i té una textura una mica masticable amb sucre cristal·litzat per fora; a l'Iran es diu zulbia i és una darreria popular. A Eslovènia es diuen flancati. A Finlàndia es diu tippaleipä i se serveix tradicionalment en les celebracions de la Nit de Walpurgis (Vappu). A Xile es coneix com a "calzones rotos" i es consumeixen a l'hivern.